# Hot Like Wow
Hot Like Wow est le premier album de la chanteuse anglaise Nadia Oh, commercialisé le 13 avril 2008 via le téléchargement par le label Tiger Trax.
Le single My Egyptian Lover avec en featuring Space Cowboy est sorti le 22 janvier 2007, acquérant un certain succès dans le classement anglais UK Dance Charts. Something 4 the Weekend, le second single, toujours avec la participation de Space Cowboy est lui sorti le 9 mars 2007 mais ne fut pas classé.
Le titre N.A.D.I.A. O.H. servit de teaser à l'album et un clip a d'ailleurs été réalisé, mais le véritable premier single officiel de cet album est la chanson Got Your Number, qui est annoncé pour l'été 2008.

## Liste des pistes
| #   | Titre                                             | Collaboration(s) et note(s)  | Durée    |
| --- | ------------------------------------------------- | ---------------------------- | -------- |
| 1.  | "Hot Like Wow"                                    | feat. Space Cowboy           | 3 min 23 |
| 2.  | "My Egyptian Lover"                               | feat. Space Cowboy           | 2 min 22 |
| 3.  | "Hot Male"                                        |                              | 2 min 29 |
| 4.  | "Bounce"                                          |                              | 2 min 29 |
| 5.  | "City Nights"                                     |                              | 3 min 58 |
| 6.  | "Rip It Up"                                       |                              | 1 min 39 |
| 7.  | "That Kind of Girl"                               |                              | 3 min 23 |
| 8.  | "Got Your Number"                                 |                              | 3 min 07 |
| 9.  | "N.A.D.I.A. O.H."                                 |                              | 2 min 38 |
| 10. | "Shake It"                                        |                              | 2 min 03 |
| 11. | "S.E.X."                                          |                              | 3 min 20 |
| 12. | "Something 4 the Weekend"                         | feat. Space Cowboy           | 2 min 36 |
| 13. | "Freak"                                           | Bonus de l'édition japonaise | 2 min 38 |
| 14. | "Got Your Number" [Loose Cannons Luxorious Remix] | Bonus de l'édition japonaise | 6 min 47 |

## Classement des ventes
| Pays        | Meilleure position |
| ----------- | ------------------ |
| Royaume-Uni | À venir.           |
| Japon       | À venir.           |